# YH事件
YH事件（YHじけん、朝: YH 사건）は、1979年8月、第4共和国当時の韓国における最大野党である新民党本部党舎（所在地はソウル特別市麻浦区）に会社運営正常化と労働者としての権利保障を求めて籠城したYH貿易女子工員百数十名を警察が強制排除した事件である。後の金泳三（新民党）総裁議員職除名波動や釜馬民衆抗争へと連なり、維新体制が崩壊した10.26事態（朴正煕暗殺事件）へのきっかけともなった事件であった。

## 概要
YH貿易は、当時の韓国における最大のカツラ輸出業者として急成長を遂げていたが、1970年代中頃から、輸出量の低下、社長の資金流用と、事業拡張策の失敗などで会社経営が悪化し、1979年3月30日に会社の倒産と廃業を宣言した。これに対し、労働組合（1975年結成）側は強く反発し、会社運営の正常化を求めた。しかし、会社側と政府当局は誠意は感じられない態度を終始貫いたため、4月15日から労働組合側は長期籠城に突入し、これを強制的に解散させようとする警察側との激しい小競り合いが続いた。膠着状態を打開すべく労働組合側は、8月9日から野党・新民党の本部党舎に籠城を敢行した。このYH貿易事件が、国会で政治問題化され始めたことに危機感を抱いた朴政権は8月11日早朝、警官隊1000名余を新民党本部に突入させ、籠城していた女性労働者172名を強制排除すると共に、新民党議員や取材記者などに対しても無差別に暴行を加えた。この強制排除の際、篭城していた女性労働者の一人である金敬淑（キム・キョンスク）が墜落して死亡、100名余が負傷する事態となった。

## 事件後の展開
8月17日、政府は事件を背後で主導していたとしてYH貿易労組支部長など幹部4名を国家保衛に関する特別措置法と集会及び示威に関する法律の違反容疑で拘束起訴した。また事件背後に都市産業宣教会の存在を指摘した。しかし、事件直後から新民党議員が抗議の籠城闘争に突入すると共に、民主化運動を戦っていた在野の様々な民主勢力も闘争に立ち上がった結果、広範な共同戦線が形成するきっかけが作られた。
事件から29年後、真実・和解のための過去史整理委員会は事件当初、自殺とされていた金敬淑の死因について、警察による暴力から逃れる際に誤って転落して死亡した事実を明らかにした。また2012年6月、ソウル地方裁判所民事法廷は死亡した金敬淑の遺族の他、YH貿易組合員24名が国を相手取って起こした訴訟において、それぞれ1千万～4千万ウォンの損害賠償を認める原告一部勝訴の判決を言い渡すとともに、国による労働基本権や生命・身体の自由に対する侵害の事実も認めた。